# Romeo Mihaljević
Romeo Mihaljević, hrvaški pesnik, * 1971.

## Dela

### Pesniške zbirke
- Angelska konverzacija (Anđeoska konverzacija, Zagreb, 1997.)
- Nočni jezik (Noćni jezik, Zagreb, 2002.)
- Tisti ki hodi v obeh snih (Onaj koji hoda u oba sna, Zagreb/Požega, 2004.)
- Dnevnik izginjanja (Ljubljana, 2005.)
- Disco Inferno (Osijek, 2009.)